# Bergklokje
Het bergklokje (Campanula rhomboidalis) is een vaste plant uit de klokjesfamilie (Campanulaceae). De soort staat op de Nederlandse Rode lijst van planten. In Nederland is de plant vanaf 1 januari 2017 niet meer wettelijk beschermd. De soort komt van nature voor in de Pyreneeën, Jura, in de West-Alpen en in West-Azië.
De plant wordt 25-70 cm hoog, heeft dunne, opstijgende of rechtopstaande, kantige stengels en wortelstokken. De verspreidstaande stengelbladeren zijn eirond met een getande bladrand en een hart- tot niervormige of afgeronde voet.
De plant bloeit van juni tot in augustus met blauwe, soms witte, 16-22 mm grote, hangende, tweeslachtige bloemen, die in een armbloemige tros zitten. De kale kelk met lijnvormige kelktanden is korter dan de helft van de vergroeide bloemkroon.

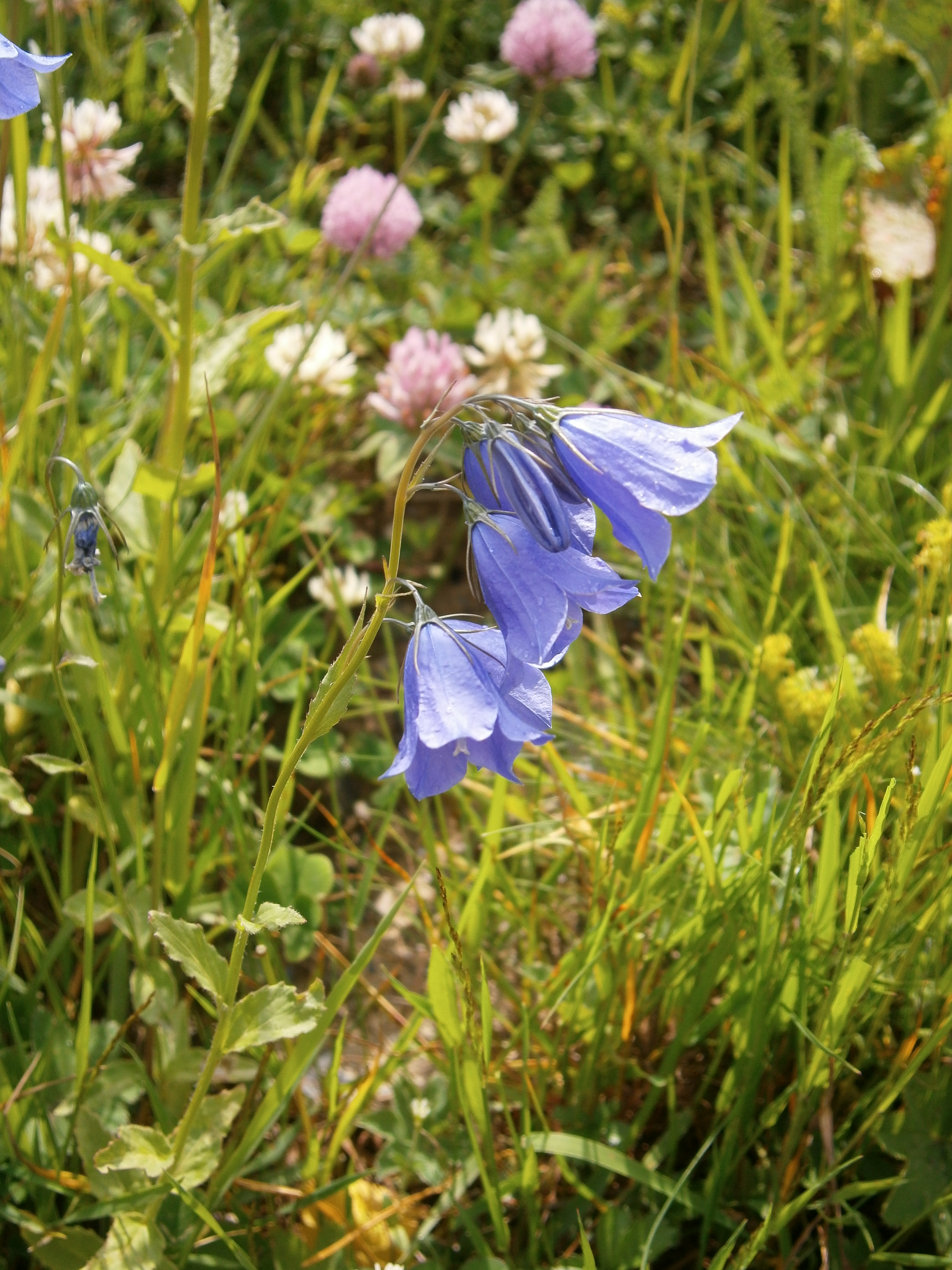
Bergklokje

De vrucht is een eivormige, 6-9 mm lange, driehokkige doosvrucht.
Het bergklokje komt voor in grasland op matig vochtige, matig voedselrijke, kalkhoudende grond.